# Ba-Dop-Boom-Bang
Ba-Dop-Boom-Bang – czwarty album Grandmaster Flash and the Furious Five wydany w 1987 roku przez Elektra Records.

## Lista utworów
1. „Ain't We Funkin' Now”
2. „U Know What Time It Is”
3. „Underarms”
4. „Kid Named Flash”
5. „Get Yours”
6. „Them Jeans”
7. „We Will Rock You”
8. „All Rapped Up”
9. „Tear The Roof Off”
10. „Big Black Caddy”
11. „House That Rocked”
12. „Bus Dis (Wood)”
13. „I Am Somebody”
14. „Ain't We Funkin' Now”